# Deaf mute intermissions
Deaf mute intermissions er en dansk eksperimentalfilm fra 1999, der er instrueret af Jan Krogsgård.

## Handling
Et eksperiment i lyd og billeder.